# William Navarrete
Pour les articles homonymes, voir Navarrete (homonymie).
 (février 2024).
William Navarrete est un écrivain, journaliste, traducteur et critique d'art né à Cuba en 1968 et naturalisé français.
Établi en France depuis 1991, il est diplômé en histoire de l'art et en littérature et en civilisation hispano-américaine (Paris IV, La Sorbonne). Il collabore avec El Nuevo Herald, le plus grand journal en espagnol des États-Unis, ainsi qu'avec d'autres revues et publications spécialisées. Il a obtenu le Prix de poésie Eugenio Florit du Centre de culture panaméricaine de New York et la bourse du création littéraire du Centre national du livre en France. Il a organisé des expositions d'art et des festivals, donné des conférences et participé à des nombreux événements littéraires et artistiques à travers le monde. Ses ouvrages en espagnol ont été traduits en français, italien, allemand, anglais. Outre en espagnol, sa langue maternelle, il a aussi écrit de nombreux essais et récits littéraires directement en français. Il a été éditeur pour la revue du Courrier de l'Unesco en espagnol.

## Publications

### Romans, récits et nouvelles
- La Méditerranée les pieds dans l'eau (co-auteur Pierre Bignami) (récits et nouvelles). Ed. Emmanuelle Collas, Paris, 2025.
- Como el ave fénix (interviews, en espagnol). Ed. Rialta, México, 2024.
- Le Tour de France des cuisines du monde (co-auteur Pierre Bignami) (nouvelles). Ed. Emmanuelle Collas, Paris, 2024.
- Côte d'Azur. Le bleu soleil de la Riviera (co-auteur Pierre Bignami) (album illustré par Sylvie T., Ed. Magellan, Paris, 2023)
- Cuba Spleen (Ed. Emmanuelle Collas, Paris, mai 2023)
- Le tour du monde en 80 saveurs (co-auteur Pierre Bignami) (nouvelles, 345 p. Ed. Emmanuelle Collas, Paris, octobre 2020)
- "Les santons retrouvés" (conte de Noël illustré par Sylvie T.), Nice-Matin, Var-Matin, Monaco-Matin, décembre 2020.
- Divine Italie (récit, 310 pages, Éd. Magellan, Paris, août 2020)
- Vidalina (roman, Éd. Emmanuelle Collas, Paris, 2019)
- Deja que se muera España (roman, traduit en français par Marianne Millon sous le titre Vidalina), Éd. Tusquets/Planeta (col. Andanzas), 2017.
- Pour l'amour de Nice (récit), Éd. Magellan, Paris, 2017 / réédition 2025.
- Danser avec l'ennemi (nouvelle). In: Nouvelles de Cuba, Éd. Magellan, Paris, 2016.
- En fugue (roman, trad. français de Marianne Millon), Éd. Stock, col. La Cosmopolite, Paris, 2015.
- Fugas (roman, en espagnol), Éd. Tusquets (col. Andanzas), 2014.
- La Danse des millions (roman, traduction de Marianne Millon), Éd. Stock, col. La Cosmopolite, Paris, 2012.
- La gema de Cubagua (roman, en espagnol), Éd. Legua Editorial, Madrid, 2011. / reédité par Editorial Saturn, Suède, 2021
- La canopea del Louvre/La canopée du Louvre, (nouvelles, en français et espagnol), Valencia, Espagne, 2007.

### Essais
- Primeras familias, poblado y ciudad San Isidoro de Holguín (genealogía), Ed. UnosOtros, Miami, 2023.
- Cuba, patria y música, Ed. UnosOtros, Miami, 2021
- Dictionnaire insolite de la Floride, Éd. Cosmopole, Paris, 2017.
- Genealogía cubana. San Isidoro de Holguín (histoire) avec María Dolores Espino, Ed. Aduana Vieja, Valencia, Espagne, 2015.
- Dictionnaire insolite de Cuba, Éd. Cosmopole, Paris, 2014 / réédition 2016 / réédition 2024.
- Visión crítica de Humberto Calzada (monographie sur l'artiste Humberto Calzada) avec Jesús Rosado, Ed. Aduana Vieja, Valencia, Espagne, 2008.
- Aldabonazo en Trocadero 162 (ouvrage autour de l'œuvre de José Lezama Lima) avec Regina Ávila, Valencia, Espagne, 2008.
- Visión crítica de Gina Pellón (monographie sur l'artiste), Ed. Aduana Vieja, Valencia, Espagne, 2007.
- Catalejo en lontananza. Crónicas cubanas (1996-2006), (articles, essais), Valencia, Espagne, 2006, préface de Grace Piney Roche.
- Cuba, la musique en exil, (essai), Ed. L'Harmattan, Paris, 2004, (préface d'Eduardo Manet).
- 1902-2002. Centenario de la República Cubana, (ouvrage collectif), Ed. Universal, Miami, Fl., 2002.
- La Chanson cubaine : 1902-1959 (textes et contexte), (essai), Ed. L'Harmattan, Paris, 2000.

### Poésie
- Poemas de la India, Viajeros. Diez poetas hiperbóreos (Sel. María Eugenia Caseiro), Éd. Arjé, Florida, 2019.
- Lueurs voilées du Sud / Lumbres veladas del Sur, Éd. Oxybia, Grasse, France, 2017
- Animal en vilo (poésie), Éd. Universidad Autónoma de Nuevo León, Monterrey, Mexique, 2016.
- Lumbres veladas del Sur (poésie, en espagnol), Éd. A. V. (colección Atril), Valencia, Espagne, 2008.
- Canti ai piedi dell'Atlante (poésie), Éd. Coen Tanugi Editore, Gorgonzola, Italie, 2006.
- Versi tra le sbarre (poésie, édition bilingue italien-espagnol), Edizione Il Foglio, Piombino, Italia, 2006.
- Edad de miedo al frío, (poésie, premier Prix Eugenio Florit de Poésie, décerné par le Centre de Culture Panaméricaine de New York), Cadix, Espagne, 2005 / Età di paura al freddo, Piombino, Italie, 2005).
- Insulas al pairo (anthologie de poésie), Cadix, Espagne, 2004 / réédition 2007.

### Articles (sélection)
- "Siete escritores, siete historias de confinamiento", in El Nuevo Herald, Miami, 26 avril 2020.
- "Saint-Dié des Voges, la madrina de América", in El Nuevo Herald, 10 novembre 2020.
- "Notre-Dame de Paris o Notre Dame de Paris", in El Nuevo Herald, 18 avril 2019.
- "Severiano de Heredia, un alcalde cubano en París", in El Nuevo Herald, Miami, mai 2017.
- "Juan Ramón Jiménez en un triángulo de algas", in Heterónima, Université de Extremadura, Cáceres, N° 2, printemps 2016.
- "Penser l'île n'est possible qu'en s'éloigant d'elle" (interview). In: Cuba, la révolution transgressée , Marie Herbet, Ed. Nevicata, Bruxelles, 2016.
- "Les semi-vérités de Nietzsche", in Revue Siècle 21, no 23, Paris, automne-hiver 2013.
- "La plástica cubana en Europa", in Cuba: Arte y Literatura en exilio, ouvrage de James J. Pancrazio, Grace Piney, Madrid, Ed. Legua, 2011.
- "Mi blog como evasión", in Buena Vista Social Blog, ouvrage de Beatriz Calvo Peña, Ed. Aduana Vieja, Valencia, 2010.
- "Blogs independientes en Cuba", in Revista Hispano Cubana, no 33, Madrid, 2009.
- "José Lezama Lima: Un étrusque, un être anachronique, hors du commun", in Cyclocosmia, no 2, juin MMIX, Revue d'invention et d'observation, Obernai, France.
- "Cuban Exiles in France", in Idea of a Nation Displaced, ouvrage d'Andrea O'Reilly Herrera, Ed. State University of New York, 2007.
- "La littérature cubaine en France: oublis ou mésententes?", in Critique, no 711-712, août-septembre, 2006, Les Éditions de Minuit, Paris, France.
- "La pandilla de Banes. Notas a una entrevista capital", in La Torre del Virrey, no 2, invierno 2006, Revista de Estudios Culturales, L'Eliana, Espagne.
- "Amnistie ou absolution des péchés? Quelques considérations sur la justice transitionnelle", in Bienvenus à la transition, ouvrage de Grace Piney Roche, Ed. Advana Vieja, Cádiz, 2005.
- "Una música expoliada", in I Congreso Internacional de Cultura Cubana, ouvrage de l'AECT, Madrid, 2004.
- Holguín, una genealogía patriarcal, in Herencia, Vol. 10, no 3, 2004, Miami, Florida.
- "Europa, el fin del letargo", in Voces tras las rejas, ouvrage de José M. González-Llorente, Ed. Biblioteca de la Libertad, Miami, 2004.
- "Cuba-Francia: ¿el fin del glamour?, in Democracia, desarrollo y sociedad civil en Cuba, Ed. Aduana Vieja, Cádiz, 2004.
- "La pintura republicana cubana: de una Academia a otra", in Herencia, Vol. 9, no 1, 2003, Miami, Florida.
- "La ronda del exilio: una música con alas", in Creación y Exilio, Sel. de Fabio Murrieta, Ed. EHC, Madrid, 2002.
- "El quinquenio dorado de la pintura cubana: 1940-1945", in Encuentro de la Cultura Cubana, no 16-17, Madrid, 2002.
- "Los foros republicanos cubanos y el fantasma del poder", in Herencia, Vol. 7, no 1, 2001, Revue du Cuban National Heritage, Miami, Florida.
- "Alexander von Humboldt en Cuba", en Tranvía, Revue der Iberischen Halbinsel, Berlín, junio 1999.
- "Entres sones y salsas", in La Canción Popular, no 14, Revue de l'Asociación Puertorriqueña de Música Popular, San Juan de Puerto Rico, 1999.

### Préfaces
- Janisset Rivero, roman, Cartas a Pedro, Ed. Verbum, Madrid, 2021
- Marc Pollini, photographies, Islande, île noire, Ed. De l'air, des livres, Nice, 2020.
- François Rodier, Voyage en Chimérie, Ed. Sigre, Paris, 2016.
- Albis Torres, poèmes, In Albis, Ed. UNAL Monterrey, Mexique, 2015.
- Patrizia Garofalo, Il Dio dell'impossibili, Piombino, Italia, 2009.
- Regina Behrens Al Sowayel et Nouf bint Mohammad, livre de décorations Secret interiors in Saudi Arabia, Arabie Saoudite-Espagne, 2007.
- Janisset Rivero, recueil de poésies Ausente, Valence, 2008.
- José Triana, recueil de poésies Orfeo en la ciudad, Valence, 2008.
- Ramón Alejandro, catalogue El vimana de la existencia, Latin Art Core, Miami 2007.
- Raúl Maestri, Obras escogidas, Ed. Advana Vieja, Valence, 2006.
- Jorge Olivera Castillo, recueil de poésies Confesiones antes del crepúsculo, Miami, 2005.
- Gina Pellón, recueil de poésies Vendedor de olvidos, Valencia / Piombino, 2005.
- Regis Iglesias Ramírez, recueil de poésies Historias gentiles antes de la Resurrección, Valence, 2004.
- Nivaria Tejera, roman Espero la noche para soñarte, revolución, Miami, 2002.
- Arcadio Cancio, catalogue, Interiors from the interiors, Barcelo Fine Art, Miami, 2001

## Activités littéraires
- Dirige les collections Viendo llover en La Habana et Visión crítica pour les Éditions Aduana Vieja, Valencia, Espagne.
- Dirige la collection de littérature cubaine pour les Éditions Il Foglio, Piombino, Toscane, Italie.
- Premier Prix de Poésie "Eugenio Florit", Centre de Culture Panaméricaine de New York, 2002.
- Membre du PEN Club des écrivains. Membre du Colegio Nacional de Periodistas et de la Société des Gens de Lettres, France.
- Collabore pour le journal El Nuevo Herald, Miami et pour d'autres journaux et revues.
- Medaille Vermeil de la Société Académique "Arts-Lettres-Sciences", Paris, 2010.
- Bourse de création littéraire du Centre National du Livre (CNL), France, 2015.